# Obwodnica Zambrowa
Obwodnica Zambrowa – obwodnica w ciągu drogi ekspresowej S8, która omija miasto Zambrów i wieś Wiśniewo.

## Przebieg obwodnicy
Obwodnica rozpoczyna się kilka kilometrów przed wsią Sędziwuje i przebiega na północ od miasta. Za zjazdem na Sędziwuje i młynem wybudowany jest węzeł Zambrów Zachód ze zjazdem na DK63 (Łomża i Siedlce) i DK66 (Wysokie Mazowieckie, Bielsk Podlaski). Następnie droga, po ominięciu miasta, krzyżuje się ze starym przebiegiem DK8 między Zambrowem, a Wiśniewem na węźle Zambrów Wschód. Obwodnica następnie omija Wiśniewo od południa i przebiega pod trasą Wiśniewo – Kołaki Kościelne. Kilka kilometrów za Wiśniewem obwodnica włącza się w dotychczasowy przebieg DK8.
Obecnie dojazd do miejscowości Sędziwuje możliwy jest poprzez zjechanie z węzła Zambrów Zachód w kierunku Siedlec i następnie skręcając na rondzie w prawo. Zaś dojazd do wsi Wiśniewo umożliwia droga krzyżująca się ze starą drogą krajową nr 8 (ul. Białostocka w Zambrowie) tuż przed węzłem Zambrów Wschód.

## Obecna sytuacja
Na przełomie maja i czerwca 2008 roku Minister Infrastruktury podpisał decyzje lokalizacyjne. Z tego powodu rozpoczął się wykup gruntów pod planowaną trasę. Do wykupienia było 480 działek.
W drugiej połowie roku 2008 przeprowadzono prace archeologiczne na obszarze przebiegu obwodnicy Zambrowa. 31 marca 2009 r. ogłoszono przetarg na budowę. Decyzja środowiskowa została wydana tego samego dnia. Pozwolenie na budowę dnia 20 kwietnia 2009 podpisał wojewoda podlaski Maciej Żywno. Do budowy obwodnicy zgłosiło się 14 firm i konsorcjów, trwa sprawdzanie ofert pod względem wypełnienia warunków I etapu przetargu. Po selekcji firmy zostaną zaproszone do II etapu, czyli oferty cenowej.
Do przetargu na budowę obwodnicy, który został rozstrzygnięty w sierpniu 2009 r., stanęło kilkanaście przedsiębiorstw. Najkorzystniejszą ofertę przedstawiła firma Bilfinger Berger. Ta spółka zaoferowała budowę obwodnicy za 325 mln złotych, co było najniższą ceną spośród przedstawionych ofert. Podpisanie umowy pomiędzy GDDKiA a firmą zaplanowane na wrzesień nie doszło do skutku ze względu na odwołanie jednego z przegranych w przetargu konsorcjów do Krajowej Izby Odwoławczej. W październiku 2009 r. Krajowa Izba Odwoławcza odrzuciła wszystkie wnioski w tej sprawie i potwierdziła ważność przetargu na wykonawcę inwestycji.
Dnia 9 listopada 2009 r. firma Bilfinger Berger podpisała z podlaskim oddziałem GDDKiA w Urzędzie Miasta Zambrów umowę na budowę obwodnicy Zambrowa i wsi Wiśniewo. Obwodnica została otwarta 2 października 2012 roku. Oprócz głównej obwodnicy Zambrowa, w ramach kontraktu została również wybudowana Południowo-wschodnia obwodnica Zambrowa na odcinku Poryte-Jabłoń – Zambrów ul. Ostrowska (stary przebieg DK8).
16. grudnia 2020 r. Generalna Dyrekcja Dróg Krajowych i Autostrad ogłosiła przetarg na opracowanie studium korytarzowego dla drugiego etapu budowy południowo-wschodniej obwodnicy Zambrowa. W ramach zadania wybrana firma ma przygotować kilka wariantów przebiegu trasy, w tym 2 opcje zakładające zakończenie tej trasy na skrzyżowaniu z obecnym przebiegiem drogi krajowej nr 63 i zbudowaniem dodatkowej, wschodniej obwodnicy miasta mającej doprowadzić ruch z drogi krajowej nr 66 do głównej obwodnicy miasta, omijając Zambrów od wschodu i docierając do węzła Zambrów Wschód. Istnieje więc możliwość, że w przyszłości ww. węzeł ulegnie przebudowie.